# Eisenbahnunfall auf der Bostian-Brücke

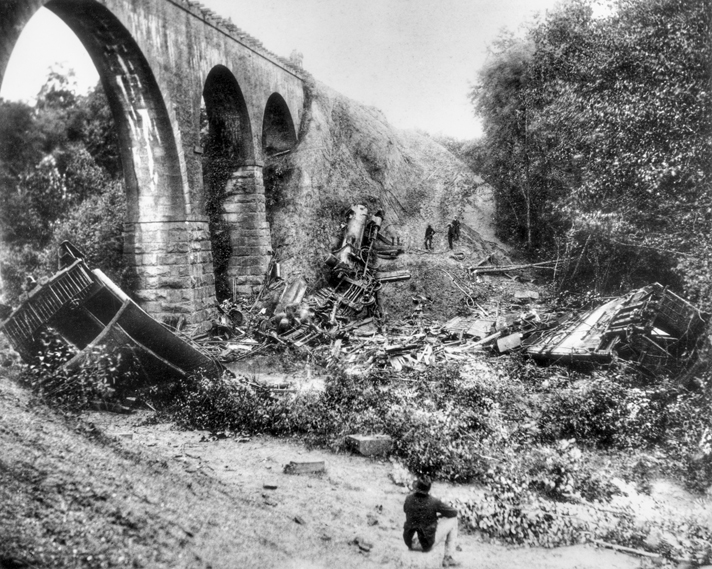
Eisenbahnunfall auf der Bostian-Brücke

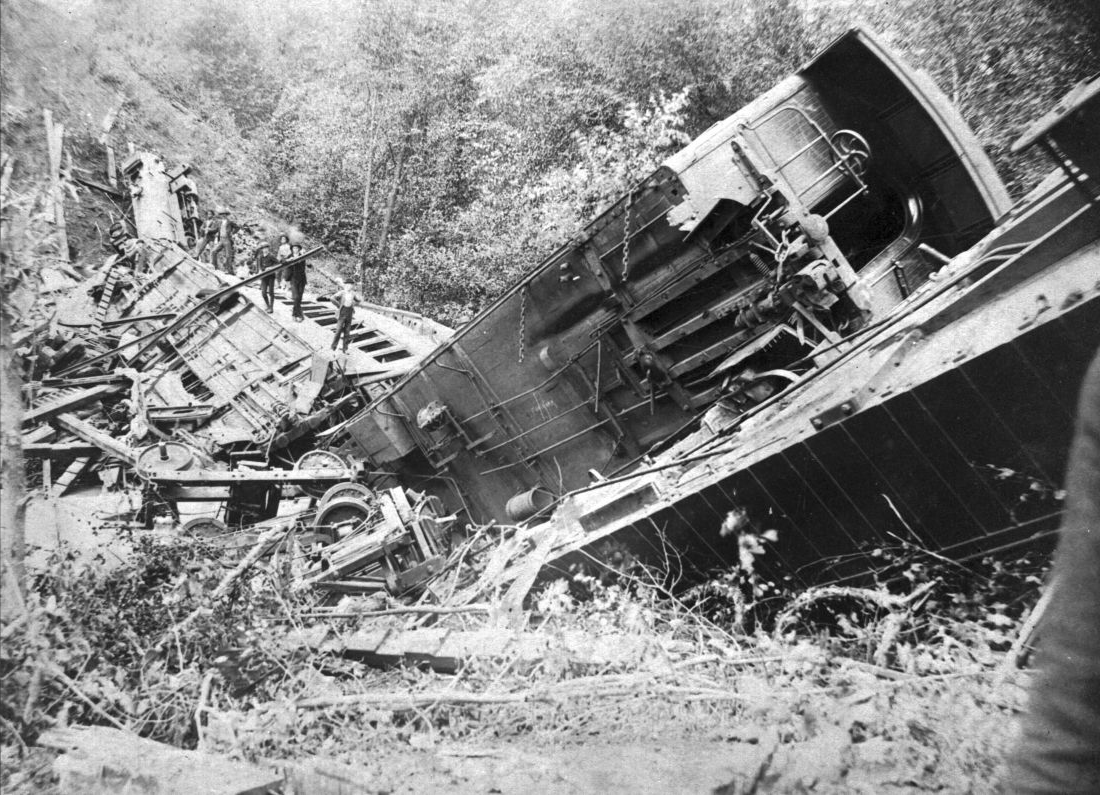
Die verunfallten Eisenbahnwagen

Der Eisenbahnunfall auf der Bostian-Brücke ereignete sich am 27. August 1891 westlich von Statesville in North Carolina und forderte 23 Todesopfer sowie eine nicht genannte Zahl an Verletzten. Am 119. Jahrestag des Unfalls geschah an derselben Stelle ein weiterer Eisenbahnunfall mit einem Todesopfer.

## Ausgangslage
Die Unfallstelle befand sich im Bereich der Bostian-Brücke, einer 18 Meter (60 Fuß) hohen, fünfbogigen Natur- und Backsteinbrücke über den Third Creek. Im Bereich der Brücke waren Nägel, die die Schienen auf den Schwellen in Position hielten, entfernt worden.
Der Zug verließ Statesville am 27. August 1891 gegen 02:30 Uhr. Die Dampflokomotive Nr. 9 der Richmond & Danville Railroad (R&D) zog außer dem Schlepptender fünf Wagen: einen Gepäckwagen, je einen Wagen der ersten und zweiten Klasse, einen Pullman-Schlafwagen und den Salonwagen des R&D-Superintendenten. Der Zug hatte 34 Minuten Verspätung und fuhr mit etwa 55 bis 65 km/h (35 bis 40 Meilen pro Stunde), um die Verspätung aufzuholen.

## Unfallhergang

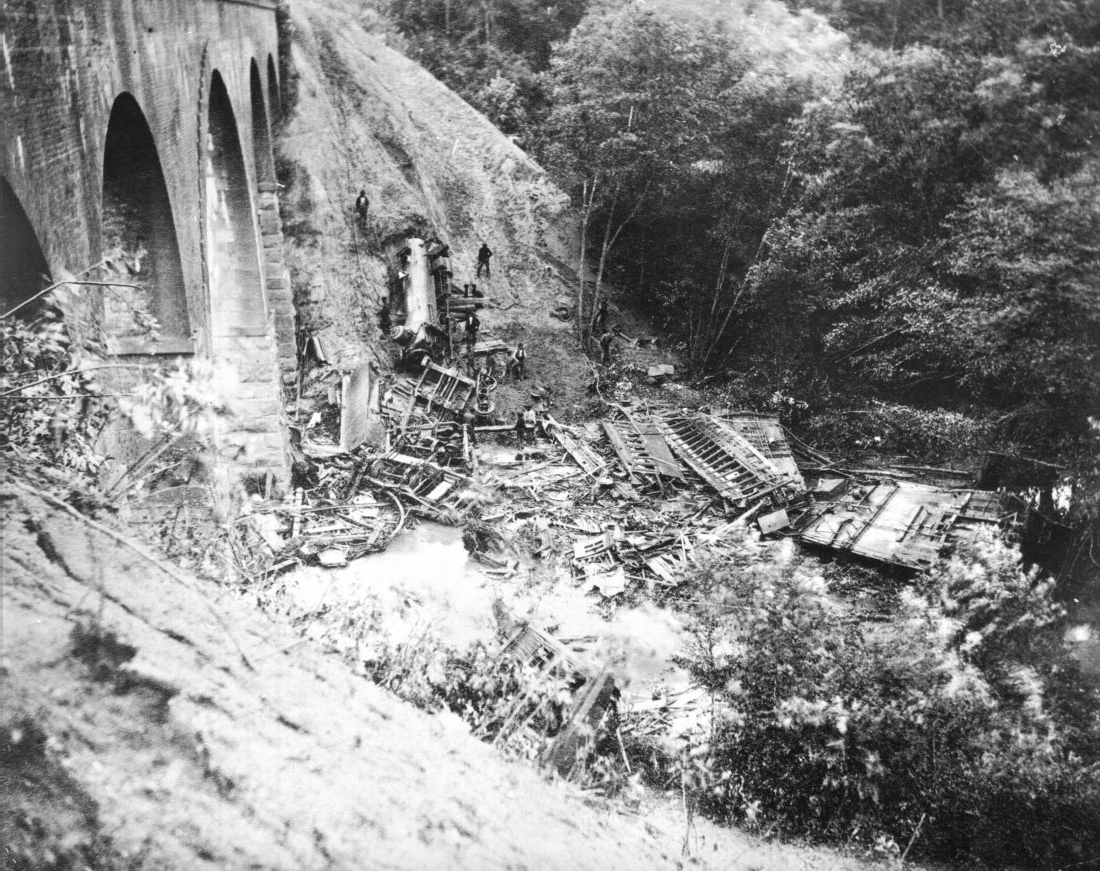
Die Trümmer lagen weit verstreut unter der Brücke

Weniger als fünf Minuten, nachdem der Zug Statesville verlassen hatte, entgleiste er und stürzte von der Bostian-Brücke. Der Schlafwagen traf den Boden 47 m (153 Fuß) von der Stelle, an der er die Brücke verlassen hatte.

### Rettungsarbeiten
Mehrere leicht verletzte Überlebende liefen nach Statesville zurück, um die Katastrophe zu melden, woraufhin Rettungsmaßnahmen eingeleitet wurden. Die Verletzten wurden nach Statesville gebracht, das aber kein Krankenhaus hatte, sodass sie in Privathäusern untergebracht und versorgt werden mussten. Die Toten wurden zur Identifizierung in ein Tabaklager gebracht.

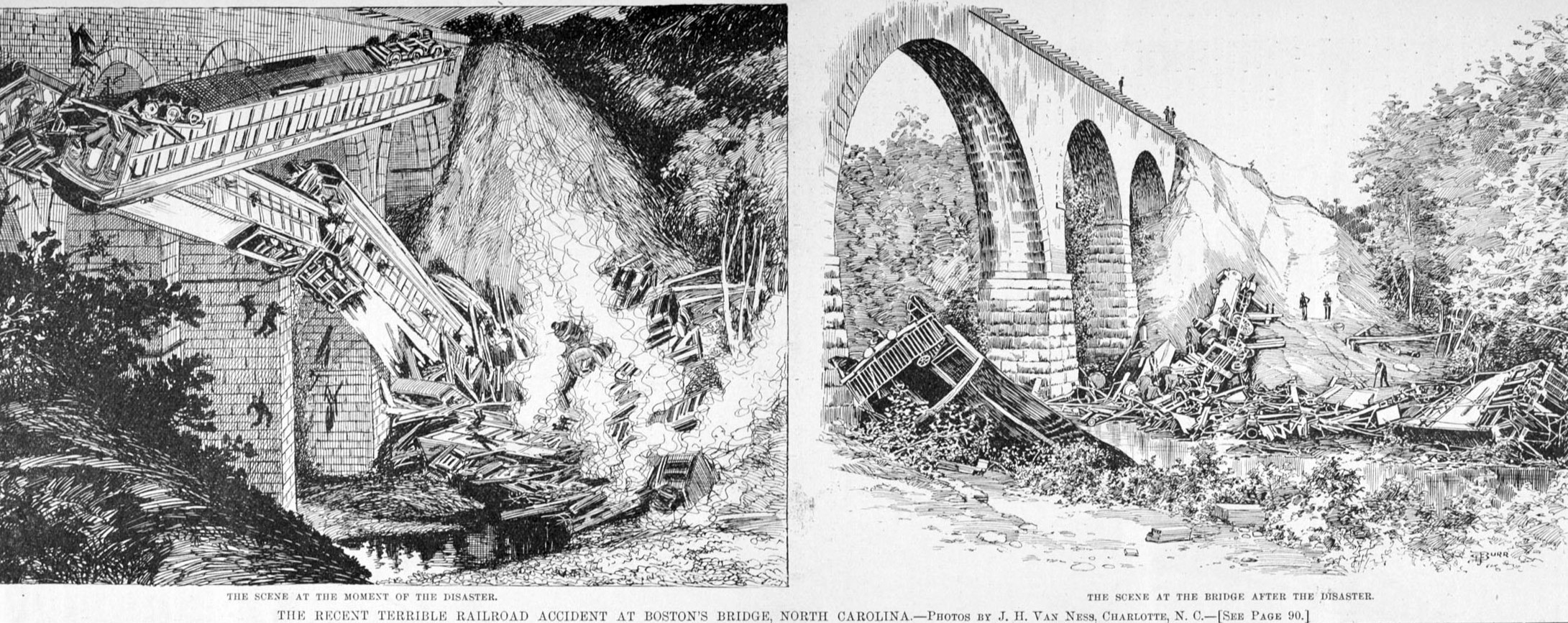
Zeichnungen nach Fotos von J. H. Van Ness

Nach der Rettungsaktion kamen Tausende von Schaulustigen. Die Fotografen William Stimson aus Statesville und J. H. Van Ness aus Charlotte machten Fotos und verkauften in den folgenden Wochen Hunderte davon. Eine mit Zeichnungen nach den Van-Ness-Fotos bebilderte Beschreibung des Unfalls erschien in Frank Leslie’s Weekly, einer illustrierten Zeitung.

### Untersuchung
Vier Tage nach dem Unfall kam eine gerichtliche Untersuchung zu der Schlussfolgerung, dass der Unfall durch unbekannte Personen verursacht worden sei, die Schienennägel von den Gleisen entfernt hatten, die wohl in einem vernachlässigten Zustand waren. Da die R&D finanzielle Schwierigkeiten hatte, arbeiteten die Mitarbeiter, die große Schadenersatzanordnungen befürchteten, fieberhaft daran, die mutmaßlichen Saboteure zu finden. Über Monate schwärmten Eisenbahndetektive durch das Gebiet. Mehrere Personen wurden inhaftiert und befragt, aber schließlich freigelassen. 1897 wurden zwei Männer, die bereits in einer staatlichen Strafvollzugsanstalt waren, aufgrund von Aussagen gegenüber anderen Häftlingen als Schuldige identifiziert.

### Folklore und deren Folgen
Laut einer Legende können am Jahrestag des Unfalls noch immer das Kreischen der Räder und die Schreie der Passagiere gehört werden. Am 119. Jahrestag des Unfalls, am 27. August 2010 kurz vor 3 Uhr, waren deshalb zehn bis zwölf selbsternannte Geisterjäger verbotenerweise auf der Brücke, weil sie hofften, die Geräusche des Unfalls zu hören und etwas zu sehen. Stattdessen kam ein Norfolk-Southern-Zug mit drei Lokomotiven und einem Wagen. Die verängstigten Geisterzugbeobachter rannten etwa 50 m zurück in Richtung Statesville, um sich in Sicherheit zu bringen. Alle bis auf zwei schafften es. Ein Geisterjäger wurde vom Zug erfasst und getötet. Eine Frau stürzte von der Brücke. Sie fiel etwa zehn bis zwölf Meter und wurde schwer verletzt.